# Аргумент из тишине
Аргумент из тишине (лат. Argumentum e silentio) је логичка грешка која настаје када се закључак базира на томе што саговорник ћути и не оглашава се. У једној варијацији ове грешке је и то што саговорник може да одбије да изнесе доказе за своје тврдње. Чињеница да неко не брани своју тврдњу не значи да она није тачна. Можда има аргумената које он не зна или их зна, а не жели да учествује у дискусији због могућности сукоба или страха од говорења пред другима. Ова грешка је слична аргументу из грешке.

## Примери
- Иван: Ваш докторат госпођо Милинковић нема смисла. Сви знају да еволуција није тачна. Живот на Земљи су створили ванземаљци, који су касније истребили неандерталце. Но, чак и идеја да људи нису живели у исто време као диносауруси је глупа, јер имамо писане изворе да су наши преци припитомили тираносауруса који им је помогао да подигну босанске пирамиде. Милинковић: (ћути) Иван: Знао сам да нас лажете.

Велика је вероватноћа да госпођа Милинковић ћути зато што је у шоку од глупости које чује, а не зато што наука лаже.
- Стеван: Где су ми кључеви од кола? Марко: (ћути) Стеван: Знао сам да си их узео!

Можда јесте узео, можда није. Можда ћути само зато што зна да ће га Стеван кривити, те нема ни смисла да се брани.